# バ州
バ州 (英語:Ba)はフィジー共和国を構成する14州のうちの一つである。州都はバ。フィジー最大の島、ヴィティレヴ島の北西地域を占める。西部地域に属するフィジーで最も人口の多い州で247,708人が居住しており、これはフィジーの総人口の25%をも超える (2017年国勢調査)。面積は2,634 km2 (1,017 sq mi)で、フィジーで二番目に広い州である。
バ州の主な町・地区はバ地区、マゴドロ、ナディ地区, ナワカ, タヴア地区、ヴダ地区そしてヴィトゴである。ラウトカやナンディのほかヴィセイセイやタブアなどの都市、ヤサワ諸島といったヴィティレヴ島の西部海岸地域もバ州である。
フィジー三代目大統領であるラツ・ジョセファ・イロイロや大族長議会の議長であったラツ・オヴィニ・ボキニ、クーデターで退陣させられたフィジーの首相、ティモシ・バヴァドラとマヘンドラ・チャウドリー、またラツ・テヴィタ・モモエドヌはバ州出身である。 
バ州にあるヴダ岬はヴィティレヴ島にやってきたフィジー人の祖先であるメラネシアンがカヌーで初めて上陸した伝統的な上陸場である。近くの村であるヴィセイセイ (イロイロ大統領の故郷)はフィジー最古の都であると伝説上考えられている。
現在のバ州の首相はラツ・テヴィタ・モモエドヌである。